# Magdalena, Nova Mehika
Magdalena je vas, ki leži v okrožju Socorro, ki leži v dolini reke Rio Grande v ameriških zvezni državi Nova Mehika. 
Leta 2000 je naselje imelo 913 prebivalcev in 16,1 km² površine (naselje nima nobenih vodnih površin).